# Подвршка
Подвршка је насеље у Србији у општини Кладово у Борском округу, налази се на око 13 км од Кладовa, у горњем сливу Подвршке реке,  на висоравни Кључ. Према попису из 2022. у насељу је било 734 становника (према попису из 2011. било је 981 становника, према попису из 2002. било је 1143 становника).

## Географија
Подвршка се налази на око 6 км од пута Кладово-Неготин у подножју Велике (379 m) и Мале чуке (350 m), на саставу речица Ваља маре и Ваља мика образујући Подвршку реку, која се касније под именом Речица улива у Дунав.
Насеље је збијеног типа а на салашима ван села веома је мало кућа.
Суседна места су Манастирица, Кладово, Речица, Велика Каменица, и Петрово Село.
Више села западно према брдима су шуме, а плодна поља су ниже, северо-источно и јужно од села.
У катастрофалним поплавама које су погодиле Источну Србију, септембра 2014. године које су изазване обилним падавинама у околини Кладова и Неготина, Подвршка је можда највише страдала. Тада је две трећине села било прекривено муљем, а једна особа је страдала.

## Историја
Према турском катастарском попису 1741. године у Подвршкој је било 22 особе које су плаћале испенџу (порез на земљиште кога је плаћало немуслиманско становништво Османског царства), а 52 које су плаћале џизију (порез који су плаћали у замену за необављање војничких обавеза и од кога су били ослобођени деца, жене, старци и физички или психички неспособни).

## Демографија
У насељу Подвршка је 1846. године било 56 кућа 1866. године 112 а 1924. године 254 куће. Према попису из 1866. године било је 528 становника од којих је 10 знало писати.
Према последњем попису из 2022. године у насељу је живело 734 становника што је за 247 мање у односу на 2011. када је на попису било 981 становника. У насељу живи 641 пунолетних становника, а просечна старост становништва износи 52,34 година (50,29 код мушкараца и 54,47 код жена).
Према подацима пописа из 2022. у насељу има 304 домаћинства, а просечан број чланова по домаћинству је 2,41. а према истом попису у насељу има 662 стамбених јединица од којих је 326 насељених.
Ово насеље је углавном насељено Србима (према попису из 2002. године), а у последња три пописа, примећен је пад у броју становника.
|  |

| Демографија | Демографија | Демографија |
| Година      | Становника  | Становника  |
| ----------- | ----------- | ----------- |
| 1948.       | 1.910       |             |
| 1953.       | 1.943       |             |
| 1961.       | 2.056       |             |
| 1971.       | 2.170       |             |
| 1981.       | 2.111       |             |
| 1991.       | 1.944       | 1.503       |
| 2002.       | 1.143       | 1.754       |
| 2011.       | 981         |             |
| 2022.       | 734         |             |

| Етнички састав према попису из 2002.‍ | Етнички састав према попису из 2002.‍ | Етнички састав према попису из 2002.‍ | Етнички састав према попису из 2002.‍ | Етнички састав према попису из 2002.‍ |
| ------------------------------------ | ------------------------------------ | ------------------------------------ | ------------------------------------ | ------------------------------------ |
|                                      |                                      |                                      |                                      |                                      |
| Срби                                 | Срби                                 |                                      | 1.024                                | 89,58%                               |
| Власи                                | Власи                                |                                      | 42                                   | 3,67%                                |
| Југословени                          | Југословени                          |                                      | 17                                   | 1,48%                                |
| Румуни                               | Румуни                               |                                      | 5                                    | 0,43%                                |
| Роми                                 | Роми                                 |                                      | 4                                    | 0,34%                                |
| Црногорци                            | Црногорци                            |                                      | 1                                    | 0,08%                                |
| непознато                            | непознато                            |                                      | 13                                   | 1,13%                                |

| Година пописа     | 1948. | 1953. | 1961. | 1971. | 1981. | 1991. | 2002. |
| ----------------- | ----- | ----- | ----- | ----- | ----- | ----- | ----- |
| Број домаћинстава | 372   | 397   | 442   | 505   | 510   | 490   | 416   |

| Број чланова      | 1   | 2   | 3  | 4  | 5  | 6  | 7  | 8 | 9 | 10 и више | Просек |
| ----------------- | --- | --- | -- | -- | -- | -- | -- | - | - | --------- | ------ |
| Број домаћинстава | 102 | 136 | 65 | 40 | 35 | 27 | 11 | 0 | 0 | 0         | 2,75   |

| Пол    | Укупно | Неожењен/Неудата | Ожењен/Удата | Удовац/Удовица | Разведен/Разведена | Непознато |
| ------ | ------ | ---------------- | ------------ | -------------- | ------------------ | --------- |
| Мушки  | 517    | 123              | 324          | 45             | 25                 | 0         |
| Женски | 497    | 32               | 335          | 113            | 17                 | 0         |
| УКУПНО | 1.014  | 155              | 659          | 158            | 42                 | 0         |

| Пол    | Укупно                    | Пољопривреда, лов и шумарство | Рибарство                            | Вађење руде и камена | Прерађивачка индустрија       |
| ------ | ------------------------- | ----------------------------- | ------------------------------------ | -------------------- | ----------------------------- |
| Мушки  | 204                       | 80                            | 0                                    | 0                    | 32                            |
| Женски | 108                       | 80                            | 0                                    | 0                    | 5                             |
| УКУПНО | 312                       | 160                           | 0                                    | 0                    | 37                            |
| Пол    | Производња и снабдевање   | Грађевинарство                | Трговина                             | Хотели и ресторани   | Саобраћај, складиштење и везе |
| Мушки  | 21                        | 23                            | 12                                   | 2                    | 5                             |
| Женски | 0                         | 0                             | 7                                    | 0                    | 0                             |
| УКУПНО | 21                        | 23                            | 19                                   | 2                    | 5                             |
| Пол    | Финансијско посредовање   | Некретнине                    | Државна управа и одбрана             | Образовање           | Здравствени и социјални рад   |
| Мушки  | 0                         | 1                             | 6                                    | 4                    | 4                             |
| Женски | 0                         | 0                             | 1                                    | 6                    | 8                             |
| УКУПНО | 0                         | 1                             | 7                                    | 10                   | 12                            |
| Пол    | Остале услужне активности | Приватна домаћинства          | Екстериторијалне организације и тела | Непознато            | Непознато                     |
| Мушки  | 3                         | 0                             | 0                                    | 11                   | 11                            |
| Женски | 0                         | 0                             | 0                                    | 1                    | 1                             |
| УКУПНО | 3                         | 0                             | 0                                    | 12                   | 12                            |

## Знаменитости
Постоје сазнања да се на Великој чуки налазе трагови зидина из римског доба, али нису значајније убицирани.

## Насеље данас
Становништво претежно живи од пољопривреде, један део ради у Кладову а има доста њих кој раде у иностраним земљама.
У Подвршкој постоји осмогодишња школа која је основана 1870. године и која је од 1930 до 1972. године носила име Стевана Синђелића, а затим је добила име по учитељици ове школе Љубици Јовановић Радосављевић која је учитељевала у овој школи од 1937. до 1940. године, која је била учесник НОБ-а тако да се данас зове ОШ „Љубица Јовановић Радосављевић”. Број ђака је био променљив зависно од демографских прилика и кретао се од 50 на прелазу векова да би шездесетих година прошлог века достигао између 300 и 400 ђака. У последње време број становника а и број ученика је значајно самњен, тако да је школу похађало школске 2021/2022. године  46  ученика, а школске 2022/2023. године укупно 49 ученика.
Село има водовод, телефонску централу, амбуланту и апотеку. У њему су радиле две приватне пекаре, пет приватних продавница мешовите робе и два угоститељска објекта.
У насељу је активан фудбалски клуб са дугом традицијом, а изграђен је и фудбалски терен.

## Цркве и споменици
Православна црква Светог оца Николаја Мирликијског у Подвршкој се налази у центру села, подигнута је 1897. године на месту старијег храма од слабијег материјала изграђеног 1840. године. Црква је посвећена Спасовдану. а иконостас потиче из 1899. године. Живописао га је Милисав Марковић, сликар и иконописац из Књажевца.
Сеоскe славе, сеоске заветине су Ђурђевдан и Спасовдан.